# Lassad Nouioui
Lassad Nouioui, tunizijski nogometaš, * 8. marec 1986, Marseille, Francija.
Za tunizijsko reprezentanco je odigral dve uradni tekmi.